# St Andrew's Church (Rome)
St Andrew's Church ou église Saint-André est une église appartenant à l'église d'Ecosse et située à Rome. Le ministre actuel est le révérend William B. McCulloch. 
La congrégation a commencé ses activités au début des années 1860 avec un petit groupe de presbytériens écossais et américains qui se trouvaient à proximité de la place d'Espagne (italien : Scalinata di Spagna). Un premier bâtiment a été ouvert en 1871 près de Porta Flaminia. L'actuelle église, à mi-chemin entre la Piazza della Repubblica et le Palais du Quirinal, a ouvert ses portes début 1885. 
L'architecture intérieure reflète la tradition presbytérienne primitive, avec une chaire centrale et presque aucune décoration. Un mémorial dédié aux soldats écossais tués lors de la Campagne d'Italie (Seconde Guerre Mondiale) occupe une place de choix. 

## Galerie

Images de l'église
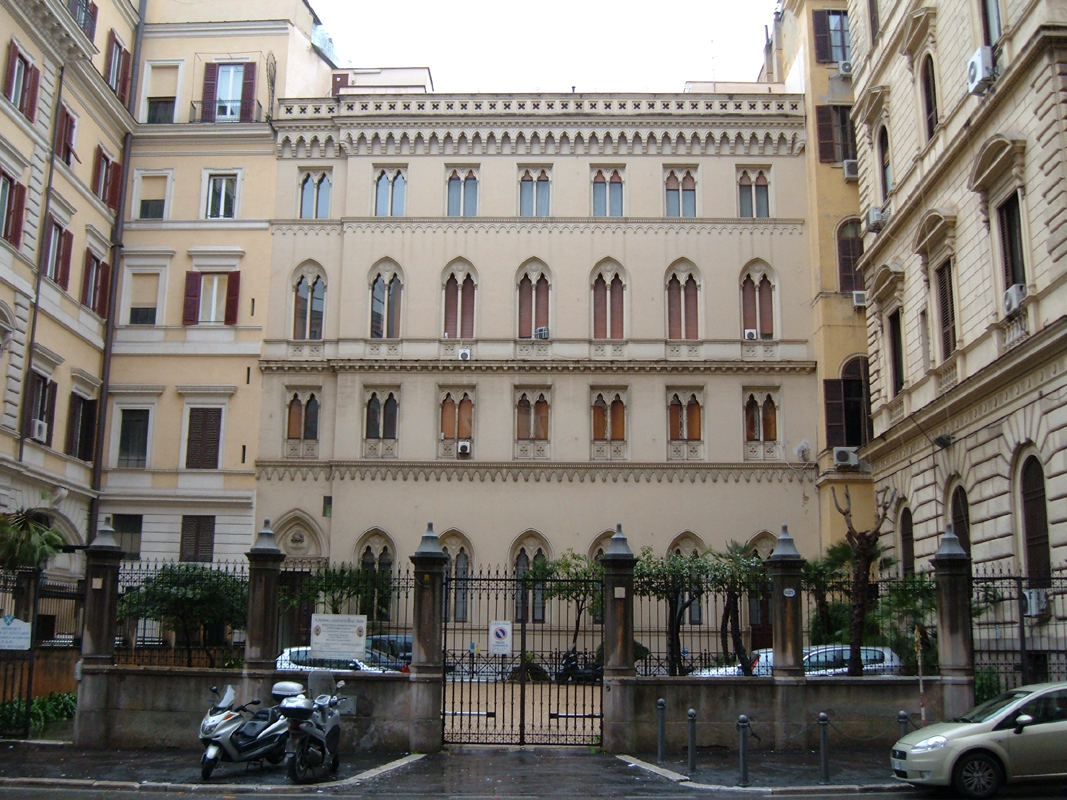
Une autre vue de la façade
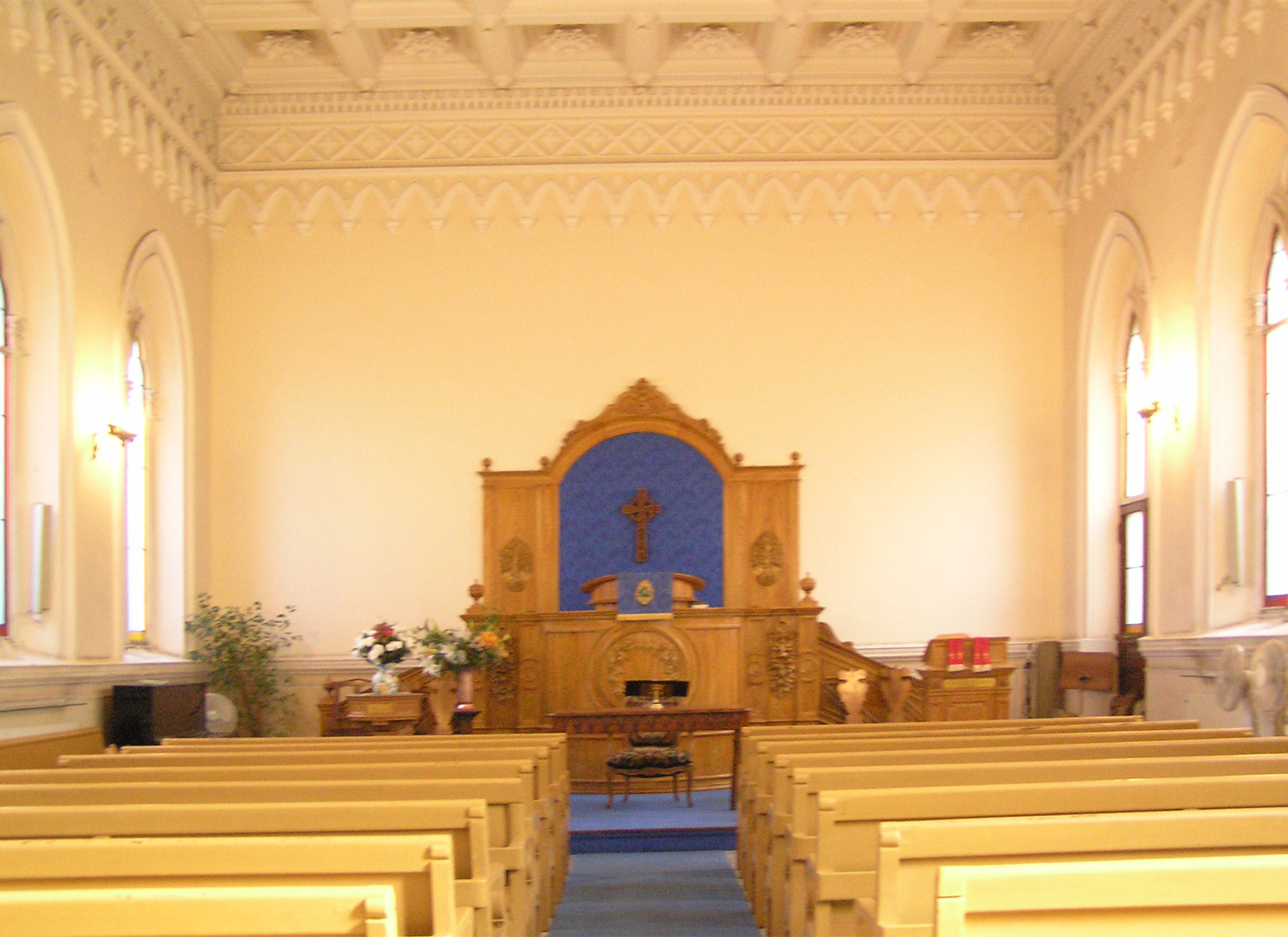
Intérieur et chaire centrale à la place du maître-autel